# Zapp Zerapp
Zapp Zerapp ist ein Kinderspiel der deutschen Spieleautoren Heinz Meister und Klaus Zoch, das im Jahr 2000 erschienen ist. Das Spiel für zwei bis vier Spieler ab sieben Jahren dauert etwa 30 Minuten pro Runde, die Spielmechanik ist an das Spiel Mensch ärgere Dich nicht angelehnt und durch die Nutzung von Rappelfässern ergänzt, die eine akustische Komponente einbringen. Es gewann 2001 den Deutschen Kinderspielepreis und wurde für das Spiel des Jahres nominiert.

## Thema und Ausstattung
Bei dem Spiel bewegt jeder Spieler in der Rolle eines Zauberers mehrere Zauberlehrlinge über den Spielplan, wobei sie die Anzahl von Steinen in Rappelfässer akustisch erraten und gegenüber der gewürfelten Augenzahl abwägen müssen. Die Zauberlehrlinge versuchen den Wettlauf am Fuß des Berges der ewigen Stille zu gewinnen, bevor sie in dessen Bann erstarren. Der Zauberer, dessen Lehrlinge zuerst die Stadt ihrer Gilde erreichen, erhält den Ehrentitel des ZAPP ZERAPP.
Der Inhalt der Spieleschachtel besteht neben der Spielanleitung aus:
- ein Spielplan
- 12 Zauberlehrlinge in vier Farben
- 14 Rappelfässer (davon werden 13 gebraucht, eines ist Reserve)
- 14 Stopfen (auch davon werden 13 gebraucht, einer ist Reserve)
- 13 Klebe-Etiketten (mit den Geheimzahlen 1–13)
- etwa 100 magische Steine (davon werden 91 gebraucht)
- zwei Würfeln

## Spielweise
Zur Spielvorbereitung werden 13 der 14 vorhandenen Rappelfässer mit Steinen gefüllt, wobei jeweils einer bis 13 Steine in die Fässer gefüllt und diese dann mit einem Stopfen und einem Klebeetikett mit den Zahlen 1 bis 13 entsprechend der Anzahl der Steine verschlossen werden. Die Fässer werden gemischt und in der Mitte des Spielplans platziert, danach wählen die Spieler je eine Farbe und bekommen die entsprechenden Spielfiguren, die auf die farbigen Startfelder platziert werden.
Das Spiel selbst besteht für jeden Spieler aus je drei Phasen pro Runde. Zuerst würfelt einer der Spieler mit beiden Würfeln und ermittelt auf diese Weise die „magische Zahl“ als Summe der Augen beider Würfel. Diese Zahl gilt für die gesamte Runde und für alle Spieler. Danach schütteln alle Spieler gleichzeitig die Rappelfässer, wobei immer nur eines in die Hand genommen werden darf, und versuchen, die Anzahl der darin enthaltenen Steine anhand der Rappelgeräusche zu erraten. Jeder Spieler wählt ein Fass aus, von dem er glaubt, dass er weniger oder genau so viele Steine wie die „magische Zahl“ enthält. Sobald jeder Spieler ein Fass vor sich stehen hat, werden die Zahlen unter diesen („Geheimzahlen“) überprüft und alle Fässer mit einer höheren Zahl als die „magische Zahl“ wieder in die Mitte gestellt. Die verbleibenden Fässer beinhalten „wirksame Schüttelzauber“ und werden in der nächsten Phase ausgeführt.
In der letzten Spielphase werden die Zauberlehrlinge bewegt und verbannt. Der Spieler mit der höchsten gültigen Geheimzahl beginnt und wählt einen Zauberlehrling der eigenen Farbe aus, um so viele Felder vorwärts, wie er als Geheimzahl unter dem Fass stehen hat. Die Spieler dürfen ihre Figuren dabei nur in Laufrichtung und nicht in fremde Zielstädte oder auf die Startfelder ziehen. Überzählige Punkte dürfen, außer beim Erreichen der eigenen Zielstadt, nicht verfallen und auf jedem Feld dürfen auch mehrere Figuren stehen. Wird ein Zauberlehrling außerhalb der eigenen Schutzzone (Felder der eigenen Farbe) von einem gegnerischen Zauberlehrling überholt oder eingeholt, wird er „verbannt“ und sofort auf das entsprechende Startfeld zurückgestellt.
Nachdem alle Spieler mit „wirksamen Schüttelzaubern“ ihre Züge durchgeführt haben, beginnt die nächste Runde. Jeder Spieler versucht, seine drei Zauberlehrlinge als erster in die Stadt der eigenen Gilde (Farbe) zu bringen und damit das Spiel zu gewinnen.

## Ausgaben und Rezeption
Zapp Zerapp wurde im Jahr 2000 als Kinderspiel von Heinz Meister und Klaus Zoch entwickelt und im Zoch Verlag publiziert, die Illustration übernahm Doris Matthäus. Die Spielmechanik ist dabei an das Spiel Mensch ärgere Dich nicht angelehnt und wurde durch die Rappelfässer ergänzt. Es gewann 2001 den Deutschen Kinderspielepreis und wurde für das Spiel des Jahres nominiert. Zudem belegte das Spiel 2002 den 2. Platz als bestes Kinderspiel 2002 beim Japan Boardgame Prize und erhielt als Tic Tac Troll das As d’Or („Goldenes As“) in Cannes. Das Spiel wurde auch in diversen Rezensionen überwiegend positiv besprochen. In der Spieledatenbank BoardGameGeek verzeichnete Zapp Zerapp ein Rating von durchschnittliches Rating von 6,1 (von 10) bei mehr als 6000 Bewertungen (Stand Januar 2017).
Das Spielprinzip der Geräuschgefässe wurde 2003 von den beiden Autoren bei dem Spiel Iglu Pop wieder aufgegriffen. Beide Spiele sind aktuell (Januar 2017) vergriffen und werden nicht mehr produziert.

## Belege
1. 1 2 3 4  Spieleanleitung (Memento vom 16. März 2016 im Internet Archive) beim Zoch Verlag;  abgerufen am 13. Januar 2017.
2. 1 2  Ratings & Comments für Zapp Zerapp in der Spieledatenbank BoardGameGeek (englisch)
3. ↑  Zapp Zerapp auf der Website des Spiel des Jahres e.V.; abgerufen am 13. Januar 2017.
4. ↑   Spiele - Nicht mehr im Programm (Memento vom 13. Januar 2017 im Internet Archive) bei Zoch Spiele, abgerufen am 13. Januar 2017.